# Gminna ewidencja zabytków

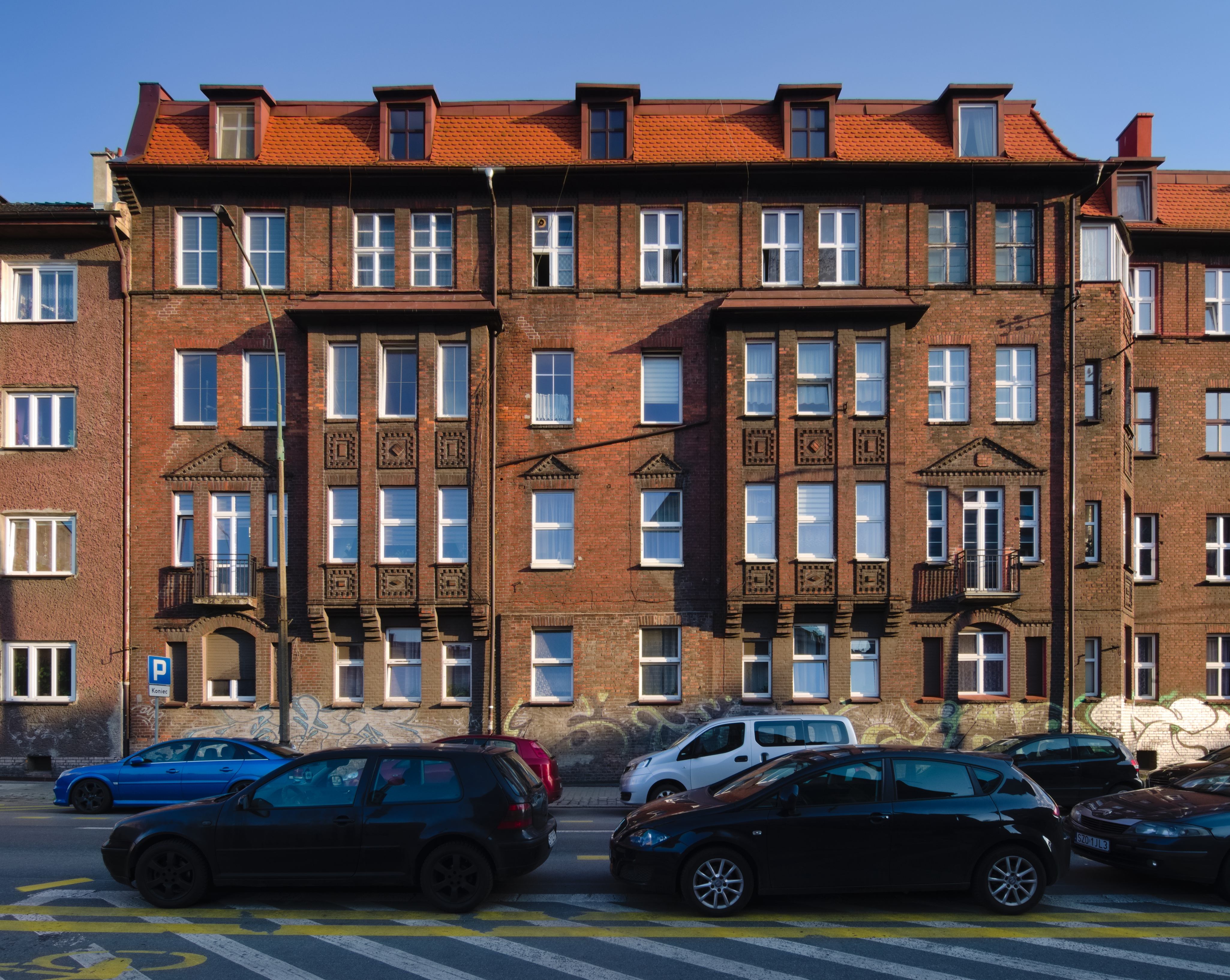
Kamienica wpisana do gminnej ewidencji zabytków Bytomia

Gminna ewidencja zabytków – polska ewidencja zabytków, której prowadzenie jest przewidziane przez ustawę z dnia 23 lipca 2003 roku o ochronie zabytków i opiece nad zabytkami. 
Gminna ewidencja zabytków powinna być prowadzona przez wójta (burmistrza, prezydenta miasta) w formie zbioru kart adresowych zabytków nieruchomych z terenu gminy (wprowadza się ją zarządzeniem tegoż organu). W gminnej ewidencji zabytków powinny być ujęte: zabytki nieruchome wpisane do rejestru zabytków, inne zabytki nieruchome znajdujące się w wojewódzkiej ewidencji zabytków oraz inne zabytki nieruchome wyznaczone przez wójta (burmistrza, prezydenta miasta) w porozumieniu z wojewódzkim konserwatorem zabytków. Obiekty ujęte w gminnej ewidencji zabytków powinny zostać uwzględnione w planowaniu i zagospodarowaniu przestrzennym oraz przy kształtowaniu środowiska.